# Marine du royaume de Sardaigne
La Marine du royaume de Sardaigne (en italien: Marina del Regno di Sardegna ou Marina Sarda) fut un corps de marine militaire créée en Sicile en 1713 après que, par le traité d'Utrecht, la maison de Savoie soit entrée en possession de cette île. Celle-ci fut cédée en 1720 à l'Autriche en échange de la Sardaigne par Victor-Amédée II de Savoie qui prit le titre de roi de Sardaigne.

## Histoire
La marine sarde malgré sa faible capacité et sans véritable bon navire, participa aux évènements politico-militaires de 1772 à 1792, au cours desquels les Français envahirent la Savoie et Nice soutenus en mer par la puissante escadre de l'amiral Truguet, à la guerre entre 1793 et 1796, et l'action, en collaboration avec la Marine royale du royaume des Deux-Siciles, contre les pirates barbaresques qui faisaient des raids annuels sur les mers notamment dans les eaux du cap Malfatano et les terres de Sardaigne
Après la restauration et l'acquisition de la région de Gênes, 1815, le gouvernement sarde organisa de manière plus complète la marine, établissant un commandement en chef, l'intendant général, le directeur de l'Arsenal et d'autres charges. Trois  compartiments militaires maritimes furent créés ainsi qu'un conseil de l'Amirauté, une école de marine, deux régiments royaux d'artillerie de la marine, et en mai 1816 un nouveau drapeau pour la marine avec la croix de saint Georges placée sur le drapeau blanc sarde. De nombreux navires furent achetés ou construits, y compris des petites canonnières, demi-galères, brigantins, des frégates et des corvettes. En 1817, les compagnies des canonniers de mer et le corps des officiers de vaisseaux destiné à l'état major de la marine sont créés. 
En 1825 une escadre commandée par Francesco Sivori (it) effectua, avec succès, une expédition punitive contre le bey de Tripoli, qui avait déclaré la guerre au roi de Sardaigne. De 1827 à 1829, il y eut une forte augmentation des constructions et des achats de navire, afin de permettre des expéditions navales contre Tripoli.
De 1826 à 1832, les navires croisèrent dans les eaux méditerranéennes  et dans l'archipel grec, afin de protéger, au cours de la guerre gréco-turque, la marine marchande sarde. 
Fin 1847, la marine sarde se composait de vingt huit navires de différents types à voile et à vapeur pour un total de trois cents canons. Au cours de la guerre de 1848 contre l'Autriche,  quatre compagnies du bataillon royal des navires furent créées dans l'armée sarde. L'escadre navale navigua au nord de l'Adriatique hissant le drapeau de la maison de Savoie afin d’œuvrer avec les armées de Venise et de Naples contre l'Autriche.
En 1860, la marine sarde était entre les mains du ministre Camillo Cavour, qui forma, avec la marine royale du royaume des Deux-Siciles, la marine du nouveau royaume d'Italie.